# Systémicien
Un systémicien est une personne experte dans plusieurs domaines et capable de prendre en compte les différents paramètres qui interviennent dans des systèmes complexes en interaction.  Au delà  des methodes Cartésiennes il intègre une démarche systémique. Par exemple dans une étude scientifique d'anticipation des risques d'un système il prendra en compte aussi bien le fonctionnement technique (chimique, mécanique, électrique, etc..) que les dimensions humaines. 

## Les initiateurs
Au XVIIe siècle, Blaise Pascal préfigure un nouveau courant, la Théorie générale des systèmes.  Il explique l'ensemble par les éléments et les éléments par l'ensemble, assurant que pour connaître l'un il faut connaître l'autre. 
"Donc toutes choses étant causées et causantes, aidées et aidantes, médiatement et immédiatement, et toutes s’entretenant par un lien naturel et insensible qui lie les plus éloignées et les plus différentes, je tiens impossible de connaître les parties sans connaître le tout, non plus que de connaître le tout sans connaître particulièrement les parties.".
Étienne Bonnot de Condillac définit, dans son ouvrage Traité des Systèmes, le cadre de la pensée systémique. Condillac a influencé Ferdinand de Saussure et la linguistique moderne.

## Les fondateurs
Ludwig von Bertalanffy et W. Ross Ashby sont les pères fondateurs de la théorie des systèmes.
En 1937, Ludwig von Bertalanffy présente les grandes lignes de son projet de "systémologie générale" et le concept de système ouvert qui évoluera petit à petit vers la Théorie générale des systèmes.

## Les structuralistes
Ferdinand de Saussure est le fondateur du structuralisme en linguistique et l'instigateur de la sémiologie.
Claude Lévi-Strauss est considéré comme l'un des fondateurs du structuralisme, où il applique à l'analyse structurale ses travaux en anthropologie.
Jean Piaget définit la méthodologie du courant structuraliste. Il est le fondateur de l'épistémologie génétique.

## Les cybernéticiens
Norbert Wiener est reconnu comme le père fondateur de la cybernétique. 
On peut cependant aussi considérer Blaise Pascal comme un des précurseurs de la cybernétique, avec sa "Machine d'Arithmétique", la Pascaline.

## Autres domaines d'application
Les scientifiques, les psychiatres, les psychologues, les coachs développent et utilisent l'étude des systèmes pour analyser les interactions et les chaînes de régulation, dans le but d'orienter l'analyse et la prise de décision.

## Systémiciens
- Ludwig von Bertalanffy
- W. Ross Ashby
- Ferdinand de Saussure
- Claude Lévi-Strauss
- Jean Piaget
- Norbert Wiener
- Warren McCulloch
- Karl E. Weick
- Peter Checkland
- Paul Watzlawick
- Kenneth E. Boulding

## Thèmes connexes
- Systémique
- Nexialisme
- Cybernétique
- Constructivisme
- Ingénierie des systèmes
- Analyse décisionnelle des systèmes complexes
- Système complexe
- Neuf niveaux (système)